# Bălgarsko Slivovo
Bălgarsko Slivovo (bulgariska: Българско Сливово) är ett distrikt i Bulgarien.   Det ligger i kommunen Obsjtina Svisjtov och regionen Veliko Tărnovo, i den centrala delen av landet, 180 kilometer nordost om huvudstaden Sofia.